# Warunki elektromechanicznego przetwarzania energii
Warunkiem, aby układ elektromechaniczny mógł przetwarzać energię jest powstanie w nim sił lub momentów sił pod wpływem przepływającego prądu.

## Warunek konieczny
{\displaystyle T_{e}\neq 0}
Moment elektromagnetyczny musi być różny od zera.

## Warunek wystarczający
{\displaystyle T_{e_{sr}}\neq 0}
Moment elektromagnetyczny średni za okres (np. czas jednego obrotu wirnika) musi być różny od zera.
Poza powyższymi warunkami elektromechanicznym przetwornikom energii (maszynom elektrycznym) stawia się liczne warunki dodatkowe. Należą do nich między innymi:
- wysoka sprawność,
- niezawodność działania,
- niskie koszty produkcji i eksploatacji,
- stabilna praca (parametry niezmienne w czasie),
- niski poziom drgań,
- względnie cicha praca,
- dobre własności regulacyjne,
- brak niekorzystnego oddziaływania na sieć zasilającą,
- dobre własności w stanach nieustalonych.